# دانگ جیه (شناگر)
دانگ جیه (انگلیسی: Dong Jie؛ زادهٔ ۳۱ اکتبر ۱۹۹۸) شناگر اهل چین است.
وی در مسابقات کشوری و بین‌المللی در مجموع برندهٔ ۱ مدال طلا شده‌است.